# Daigo
Daigo (醍醐天皇, 6. února 885 – 23. října 930) byl japonský císař v období Heian. Na Chryzantémový trůn usedl 14. srpna 897 a vládl do 16. října 930. Podle tradiční posloupnosti byl šedesátým císařem Japonska.
Byl nejstarším synem císaře Udy a jeho původní jméno bylo Acuhito. Měl 21 císařoven, císařských manželek a konkubín, s nimiž zplodil celkem 36 dětí. Inicioval vznik sbírky básní Kokinšú. Císař se snažil o posílení centralizované vlády podle systému ricurjó, což vedlo ke konfliktům s mocným rodem Fudžiwara, z něhož pocházela císařovna Fudžiwara no Onši. Odpůrce Fudžiwarů vedl vzdělanec Sugawara Mičizane, který však byl nakonec vyhnán od dvora a zemřel na ostrově Kjúšú. Zemi pak postihla řada přírodních katastrof, které podle lidové víry způsobil jeho mstivý duch onrjó.
V roce 930 císař ze zdravotních důvodů abdikoval a uchýlil se jako mnich do svatyně Daigodži, kde záhy zemřel. Jeho nástupcem se stal syn Suzaku.